# Benz (Mecklemburgo Noroccidental)
Benz es un municipio situado en el distrito de Mecklemburgo Noroccidental, en el estado federado de Mecklemburgo-Pomerania Occidental (Alemania), a una altitud de 31 metros. 
Su población a finales de 2016 era de 630 habs. y su densidad poblacional, 28 hab/km².